# SMS Zähringen
O SMS Zähringen foi um couraçado pré-dreadnought operado inicialmente pela Marinha Imperial Alemã e depois também pelas sucessoras Marinha do Império e Marinha de Guerra. Foi a terceira embarcação da Classe Wittelsbach depois do SMS Wittelsbach e SMS Wettin, sendo seguido pelo SMS Schwaben e SMS Mecklenburg. Nomeado em homenagem à Casa de Zähringen, sua construção começou em novembro de 1899 na Germaniawerft em Kiel e foi lançado ao mar em junho de 1901, sendo comissionado na frota alemã em outubro do ano seguinte. Era armado com uma bateria principal de quatro canhões de 238 milímetros e podia alcançar uma velocidade máxima de dezoito nós.
Pela maior parte de sua carreira sob o Império Alemão, o Zähringen fez parte da I Esquadra de Batalha. Em tempos de paz suas principais atividades consistiam de treinamentos e viagens para outros países. Foi descomissionado em setembro de 1910, porém voltou brevemente para o serviço em 1912 para treinamentos, colidindo e afundando um barco torpedeiro. A embarcação foi reativa após o início da Primeira Guerra Mundial em agosto de 1914 e colocada na IV Esquadra de Batalha, servindo principalmente no Mar Báltico sem entrar em combate. Escassez de tripulações a ameaças de submarinos britânicos fizeram a Marinha Imperial retirar de serviço seus couraçados mais antigos.
O Zähringen depois disso foi relegado em 1917 a funções de navio alvo para treinamentos de torpedo. A Alemanha perdeu a guerra em 1918, porém recebeu permissão de manter o navio em sua frota. Ele foi muito reconstruído na década de 1920 para que pudesse ser usado como navio alvo controlado remotamente. A embarcação atuou nessa capacidade até dezembro 1944, quando foi afundado em Gotenhafen durante a Segunda Guerra Mundial por um ataque aéreo britânico. Os alemães levantaram o Zähringen e o rebocaram até a entrada do porto, deliberadamente afundando-o em março de 1945 a fim de bloquear a passagem. O couraçado foi desmontado no local entre 1949 e 1950.

## Características
Depois da Marinha Imperial Alemã ter encomendado em 1889 quatro couraçados da Classe Brandenburg, a aquisição de novos navios foi atrasada por restrições orçamentárias, oposição na Dieta Imperial e falta de um plano coerente para a frota. O vice-almirante Friedrich von Hollmann, chefe do Escritório Imperial da Marinha, teve dificuldades, na primeira metade da década de 1890, para conseguir aprovação parlamentar para as primeiras três embarcações da Classe Kaiser Friedrich III, porém Hollman foi substituído em junho de 1897 pelo contra-almirante Alfred von Tirpitz, que rapidamente propôs e aprovou a primeira Lei Naval. Esta autorizava os dois últimos couraçados da classe, além dos cinco navios da Classe Wittelsbach, a primeira a ser construída sob a direção de Tirpitz. Esses eram bem similares à Classe Kaiser Friedrich III, possuindo o mesmo armamento, mas com um esquema de blindagem melhorado.
O Zähringen tinha um comprimento de fora a fora de 126,8 metros, boca de 22,8 metros e um calado de 7,95 metros. Seu deslocamento projetado era de 11,774 toneladas, porém podia chegar até 12,798 toneladas quando totalmente carregado com suprimentos de batalha. O navio era impulsionado por três motores verticais de tripla expansão com três cilindros que giravam três hélices. O vapor vinha de seis caldeiras cilíndricas, todas alimentadas por carvão. O Zähringen podia gerar 13,81 mil cavalos-vapor (10,3 mil quilowatts) de energia, com a embarcação podendo alcançar uma velocidade máxima de dezoito nós (33 quilômetros por hora). Seu alcance de navegação era de aproximadamente cinco mil milhas náuticas (9,3 mil quilômetros) a uma velocidade de dez nós (dezenove quilômetros por hora). Sua tripulação era formada por trinta oficiais e 650 marinheiros.

### Citações
1. ↑   Sondhaus 1997, pp. 180–189, 216–218, 221–225
2. ↑   Herwig 1998, p. 43
3. ↑   Gardiner, Chesneau & Kolesnik 1979, p. 248
4. ↑   Gröner 1990, pp. 16–17